# Ligue de diamant 2017
Navigation
La 8e édition de la Ligue de diamant (en anglais : 2017 IAAF Diamond League) se déroule du 5 mai au 1er septembre 2017. Organisée par l'Association internationale des fédérations d'athlétisme, cette compétition regroupe comme lors des éditions précédentes quatorze meetings internationaux répartis sur quatre continents.
La Ligue de diamant 2017 débute le 5 mai 2017 à Doha et se poursuit à Shanghai, Eugene, Rome, Oslo, Stockholm, Paris, Lausanne, Londres, Rabat, Monaco et Birmingham. Le classement établi à l'issue des 12 premiers meetings détermine les qualifiés pour les finales, qui se déroulent successivement les 24 août et 1er septembre 2017 à Zurich et Bruxelles. Le vainqueur de chaque finale remporte le trophée de la Ligue de diamant 2017.

## Compétition

### Épreuves
| Sprint            | Demi-fond     | Fond    | Haies                                         | Sauts                                                         | Lancers                                            |
| ----------------- | ------------- | ------- | --------------------------------------------- | ------------------------------------------------------------- | -------------------------------------------------- |
| 100 m 200 m 400 m | 800 m 1 500 m | 5 000 m | 100 / 110 m haies 400 m haies 3 000 m steeple | Saut en hauteur Saut à la perche Saut en longueur Triple saut | Lancer du poids Lancer du javelot Lancer du disque |

### Calendrier
| #  | Date               | Lieu       | Meeting                    | 100 | 200 | 400 | 800 | 1500 | 5000 | Stee | 110h | 400h | Haut | Perc | Long | Trip | Poid | Disq | Jave |
| -- | ------------------ | ---------- | -------------------------- | --- | --- | --- | --- | ---- | ---- | ---- | ---- | ---- | ---- | ---- | ---- | ---- | ---- | ---- | ---- |
| 1  | 5 mai 2017         | Doha       | Doha Diamond League        | H   | F   | H   | F   | H    | H    | F    | F    | −    | H    | F    | −    | H    | F    | −    | H    |
| 2  | 13 mai 2017        | Shanghai   | Shanghai Golden Grand Prix | F   | H   | F   | H   | F    | F    | −    | H    | H    | H    | H    | H    | −    | F    | H/F  | −    |
| 3  | 26 et 27 mai 2017  | Eugene     | Prefontaine Classic        | H   | F   | H   | F   | H    | H    | −    | F    | F    | F    | H    | F    | H    | H    | −    | F    |
| 4  | 8 juin 2017        | Rome       | Golden Gala                | F   | H   | F   | H   | F    | F    | H    | H    | −    | F    | F    | −    | F    | F    | −    | H    |
| 5  | 15 juin 2017       | Oslo       | Bislett Games              | H   | F   | H   | F   | H    | −    | F    | F    | H    | H    | F    | F    | −    | −    | H/F  | −    |
| 6  | 18 juin 2017       | Stockholm  | Bauhaus-Galan              | H   | F   | H   | F   | H    | −    | H    | H    | H    | F    | F    | H    | −    | −    | H/F  | −    |
| 7  | 1er juillet 2017   | Paris      | Meeting de Paris           | F   | H   | F   | H   | F    | H    | F    | H    | −    | H    | H    | −    | H    | F    | −    | H    |
| 8  | 6 juillet 2017     | Lausanne   | Athletissima               | H   | F   | H   | F   | H    | H    | −    | F    | F    | F    | H    | F    | H    | H    | −    | F    |
| 9  | 9 juillet 2017     | Londres    | London Grand Prix          | F   | H   | F   | H   | F    | −    | −    | H/F  | H    | F    | F    | F    | −    | −    | H    | F    |
| 10 | 16 juillet 2017    | Rabat      | Meeting Mohammed-VI        | F   | H   | F   | H   | F    | −    | H/F  | −    | F    | H    | H    | H    | F    | H    | −    | F    |
| 11 | 21 juillet 2017    | Monaco     | Meeting Herculis           | H   | F   | H   | F   | H    | F    | H    | F    | −    | F    | H    | −    | F    | −    | −    | H    |
| 12 | 20 août 2017       | Birmingham | Birmingham Grand Prix      | F   | H   | F   | H   | F    | F    | −    | H    | F    | H    | F    | H    | F    | H    | F    | −    |
| 13 | 24 août 2017       | Zurich     | Weltklasse                 | H   | F   | H   | F   | H    | H    | F    | F    | H    | H    | H    | H    | F    | F    | −    | H/F  |
| 14 | 1er septembre 2017 | Bruxelles  | Mémorial Van Damme         | F   | H   | F   | H   | F    | F    | H    | H    | F    | F    | F    | F    | H    | H    | H/F  | −    |

| H | Épreuves masculines | F | Épreuves féminines |  | Finales |

## Résultats

### Phase de qualification
Chaque épreuve donne lieu à des points attribués en fonction des performances. À partir de 2017, 8 points sont attribués pour le premier, 7 points pour le deuxième, 6 points pour le troisième, 5 points pour le quatrième, 4 points pour le cinquième, 3 points pour le sixième, 2 points pour le septième et 1 point pour le huitième (en 2016, seuls les 6 premiers recevaient des points). Le classement établi à l'issue des 12 premiers meetings détermine les qualifiés pour les finales, à Zurich et Bruxelles.
| Place  | 1er | 2e | 3e | 4e | 5e | 6e | 7e | 8e |
| Points | 8   | 7  | 6  | 5  | 4  | 3  | 2  | 1  |

#### Hommes

##### Courses
| # | Meeting    | 100 m                        | 200 m                        | 400 m                                   | 800 m                         | 1 500 m/Mile                           | 3 000/5 000 m                        | 110 m haies                 | 400 m haies                   | 3 000 m steeple                       |
| 1 | Doha       | Akani Simbine 9 s 99         | —                            | Steven Gardiner 44 s 60                 | —                             | Elijah Manangoi 3 min 31 s 90 (WL)     | Ronald Kwemoi 7 min 28 s 73 (WL)     | —                           | —                             | —                                     |
| 2 | Shanghai   | —                            | Noah Lyles 19 s 90 (=WL)     | —                                       | Kipyegon Bett 1 min 44 s 70   | —                                      | —                                    | Omar McLeod 13 s 09         | Bershawn Jackson 48 s 63 (MR) | —                                     |
| 3 | Eugene     | Ronnie Baker 9 s 86          | —                            | LaShawn Merritt 44 s 79                 | —                             | Ronald Kwemoi 3 min 49 s 04 (WL,PB)    | Mo Farah 13 min 0 s 70 (WL)          | —                           | —                             | —                                     |
| 4 | Rome       | —                            | Andre De Grasse 20 s 01 (SB) | —                                       | Adam Kszczot 1 min 45 s 96    | —                                      | —                                    | Aries Merritt 13 s 13 (=SB) | —                             | Conseslus Kipruto 8 min 4 s 63 (WL)   |
| 5 | Oslo       | Andre De Grasse 10 s 01 (SB) | —                            | Baboloki Thebe 44 s 95                  | —                             | Jake Wightman 3 min 34 s 17 (PB)       | —                                    | —                           | Karsten Warholm 48 s 25 (NR)  | —                                     |
| 6 | Stockholm  | Andre De Grasse 9 s 69       | —                            | Steven Gardiner 44 s 58                 | —                             | Timothy Cheruiyot 3 min 30 s 77 (WL)   | —                                    | Orlando Ortega 13 s 09      | Karsten Warholm 48 s 82       | Soufiane El Bakkali 8 min 15 s 01     |
| 7 | Paris      | —                            | Ramil Guliyev 20 s 15        | —                                       | Nijel Amos 1 min 44 s 24 (SB) | —                                      | Muktar Edris 7 min 32 s 31 (PB)      | Ronald Levy 13 s 05 (PB)    | —                             | —                                     |
| 8 | Lausanne   | Justin Gatlin 9 s 96         | —                            | Wayde van Niekerk 43 s 62 (WL, DLR, MR) | —                             | Aman Wote 3 min 32 s 20                | Muktar Edris 12 min 55 s 23 (WL, MR) | —                           | —                             | —                                     |
| 9 | Londres    | —                            | Ameer Webb 20 s 13           | —                                       | Nijel Amos 1 min 43 s 18 (WL) | —                                      | —                                    | Aries Merritt 13 s 09 (SB)  | Kerron Clement 48 s 02 (SB)   | —                                     |
| 10 | Rabat      | —                            | Andre De Grasse 20 s 03 (MR) | —                                       | Nijel Amos 1 min 43 s 91 (WL) | —                                      | —                                    | —                           | —                             | Soufiane El Bakkali 8 min 5 s 12 (PB) |
| 11 | Monaco     | Usain Bolt 9 s 95 (SB)       | —                            | Wayde van Niekerk 43 s 73 (MR)          | —                             | Elijah Manangoi 3 min 28 s 80 (WL, SB) | —                                    | —                           | —                             | Evan Jager 8 min 1 s 29 (WL)          |
| 12 | Birmingham | —                            | Ramil Guliyev 20 s 17        | —                                       | Nijel Amos 1 min 44 s 50      | —                                      | —                                    | Aries Merritt 13 s 29       | —                             | —                                     |
| Records et Performances - AR : Record continental (area record) - CR : Record des championnats (championship record) - MR : Record du meeting (meet record) - NR : Record national (national record) - OR : Record olympique (olympic record) - PR : Record paralympique (paralympic record) - PB : Record personnel (personal best) - SB : Meilleure performance personnelle de la saison (season's best) - WL : Meilleure performance mondiale de l'année (world leader) - WJR : Record du monde junior (world junior record) - WR : Record du monde (world record) Circonstances et Conditions - DNF : N'a pas terminé (did not finish) - DNS : N'a pas pris le départ (did not start) - DQ : Disqualification (disqualification) - NM : Aucun essai valable enregistré (No Mark) - Q : Qualifié « directement » au prochain tour (ou à la prochaine compétition), lors d'une compétition majeure, grâce au classement ou à la réalisation des minima (automatic qualifier) - q : Qualifié au prochain tour (ou à la prochaine compétition), lors d'une compétition majeure, grâce au repêchage ou à la réalisation de l'une des meilleures performances parmi celles des « non qualifiés directement » (grâce au meilleur temps ou à la meilleure distance par exemple) (secondary qualifier) |            |                              |                              |                                         |                               |                                        |                                      |                             |                               |                                       |

##### Concours
| # | Meeting    | Saut en longueur               | Triple saut                          | Saut en hauteur                   | Saut à la perche           | Lancer du poids           | Lancer du disque            | Lancer du javelot                       |
| 1 | Doha       | —                              | Christian Taylor 17,25 m             | Mutaz Essa Barshim 2,36 m (WL)    | —                          | —                         | —                           | Thomas Röhler 93,90 m (WL, DLR, MR, NR) |
| 2 | Shanghai   | Luvo Manyonga 8,61 m (DLR, MR) | —                                    | Mutaz Essa Barshim 2,33 m         | Sam Kendricks 5,88 m (SB)  | —                         | Philip Milanov 64,94 m (SB) | —                                       |
| 3 | Eugene     | —                              | Christian Taylor 18,11 m (WL,DLR,MR) | —                                 | Sam Kendricks 5,86 m       | Ryan Crouser 22,43 m (MR) | —                           | —                                       |
| 4 | Rome       | —                              | —                                    | —                                 | —                          | —                         | —                           | Thomas Röhler 90,06 m                   |
| 5 | Oslo       | —                              | —                                    | Mutaz Essa Barshim 2,38 m (WL,MR) | —                          | —                         | Daniel Ståhl 68,06 m        | —                                       |
| 6 | Stockholm  | Luvo Manyonga 8,36 m           | —                                    | —                                 | —                          | —                         | Fedrick Dacres 68,36 m      | —                                       |
| 7 | Paris      | —                              | Christian Taylor 17,29 m             | Mutaz Essa Barshim 2,35 m         | Sam Kendricks 5,82 m       | —                         | —                           | Johannes Vetter 88,74 m                 |
| 8 | Lausanne   | —                              | Pedro Pablo Pichardo 17,60 m (SB)    | —                                 | Sam Kendricks 5,93 m (MR)  | Ryan Crouser 22,39 m (MR) | —                           | —                                       |
| 9 | Londres    | —                              | —                                    | —                                 | —                          | —                         | Daniel Ståhl 66,73 m        | —                                       |
| 10 | Rabat      | Rushwal Samaai 8,35 m          | —                                    | Andriy Protsenko 2,29 m           | Paweł Wojciechowski 5,85 m | Ryan Crouser 22,47 m (MR) | —                           | —                                       |
| 11 | Monaco     | —                              | —                                    | —                                 | Piotr Lisek 5,82 m (PB)    | —                         | —                           | Thomas Röhler 89,17 m                   |
| 12 | Birmingham | Jarrion Lawson 8,19 m          | —                                    | Mutaz Essa Barshim 2,40 m         | —                          | Tomas Walsh 21,83 m       | —                           | —                                       |
| Records et Performances - AR : Record continental (area record) - CR : Record des championnats (championship record) - MR : Record du meeting (meet record) - NR : Record national (national record) - OR : Record olympique (olympic record) - PR : Record paralympique (paralympic record) - PB : Record personnel (personal best) - SB : Meilleure performance personnelle de la saison (season's best) - WL : Meilleure performance mondiale de l'année (world leader) - WJR : Record du monde junior (world junior record) - WR : Record du monde (world record) Circonstances et Conditions - DNF : N'a pas terminé (did not finish) - DNS : N'a pas pris le départ (did not start) - DQ : Disqualification (disqualification) - NM : Aucun essai valable enregistré (No Mark) - Q : Qualifié « directement » au prochain tour (ou à la prochaine compétition), lors d'une compétition majeure, grâce au classement ou à la réalisation des minima (automatic qualifier) - q : Qualifié au prochain tour (ou à la prochaine compétition), lors d'une compétition majeure, grâce au repêchage ou à la réalisation de l'une des meilleures performances parmi celles des « non qualifiés directement » (grâce au meilleur temps ou à la meilleure distance par exemple) (secondary qualifier) |            |                                |                                      |                                   |                            |                           |                             |                                         |

#### Femmes

##### Courses
| # | Meeting    | 100 m                        | 200 m                           | 400 m                            | 800 m                                 | 1 500 m/Mile                        | 3 000/5 000 m                       | 100 m haies                 | 400 m haies                    | 3 000 m steeple                      |
| 1 | Doha       | —                            | Elaine Thompson 22 s 19 (SB)    | —                                | Caster Semenya 1 min 56 s 61 (WL, MR) | —                                   | —                                   | Kendra Harrison 12 s 59     | —                              | Hyvin Jepkemoi 9 min 0 s 12 (WL, MR) |
| 2 | Shanghai   | Elaine Thompson 10 s 78 (WL) | —                               | Shaunae Miller-Uibo 49 s 77 (WL) | —                                     | Faith Kipyegon 3 min 59 s 22 (WL)   | Hellen Obiri 14 min 22 s 47 (WL)    | —                           | —                              | —                                    |
| 3 | Eugene     | —                            | Tori Bowie 21 s 77 (WL,MR,PB)   | —                                | Caster Semenya 1 min 57 s 78          | —                                   | —                                   | Jasmin Stowers 12 s 59 (SB) | Ashley Spencer 53 s 38 (WL,PB) | —                                    |
| 4 | Rome       | Dafne Schippers 10 s 99      | —                               | Natasha Hastings 50 s 52 (SB)    | —                                     | Sifan Hassan 3 min 56 s 22 (WL,MR)  | Hellen Obiri 14 min 18 s 37 (WL,NR) | —                           | —                              | —                                    |
| 5 | Oslo       | —                            | Dafne Schippers 22 s 31         | —                                | Caster Semenya 1 min 57 s 59          | —                                   | —                                   | Pamela Dutkiewicz 12 s 73   | —                              | Norah Jeruto 9 min 17 s 27           |
| 6 | Stockholm  | —                            | Murielle Ahouré 22 s 68 (SB)    | —                                | Francine Niyonsaba 1 min 59 s 11      | —                                   | —                                   | —                           | —                              | —                                    |
| 7 | Paris      | Elaine Thompson 10 s 91      | —                               | Novlene Williams-Mills 51 s 03   | —                                     | Sifan Hassan 3 min 57 s 10          | —                                   | —                           | —                              | Beatrice Chepkoech 9 min 1 s 69      |
| 8 | Lausanne   | —                            | Dafne Schippers 22 s 10 (SB)    | —                                | Francine Niyonsaba 1 min 56 s 82 (SB) | —                                   | —                                   | Sharika Nelvis 12 s 53 (SB) | Ashley Spencer 53 s 90         | —                                    |
| 9 | Londres    | Elaine Thompson 10 s 94      | —                               | Allyson Felix 49 s 65 (WL)       | —                                     | Hellen Obiri 4 min 16 s 56 (MR, NR) | —                                   | Kendra Harrison 12 s 39     | —                              | —                                    |
| 10 | Rabat      | Elaine Thompson 10 s 87 (MR) | —                               | Shaunae Miller-Uibo 49 s 80 (MR) | —                                     | Angelika Cichocka 4 min 1 s 93      | —                                   | —                           | Zuzana Hejnová 54 s 22 (SB)    | Gesa Felicitas Krause 9 min 18 s 87  |
| 11 | Monaco     | —                            | Marie-Josée Ta Lou 22 s 25 (SB) | —                                | Caster Semenya 1 min 55 s 27 (WL)     | —                                   | Hellen Obiri 8 min 23 s 14 (WL)     | Kendra Harrison 12 s 51     | —                              | —                                    |
| 12 | Birmingham | Elaine Thompson 10 s 93      | —                               | Salwa Eid Naser 50 s 59          | —                                     | Dawit Seyaum 4 min 1 s 36           | Sifan Hassan 8 min 28 s 90          | —                           | Zuzana Hejnová 54 s 18         | —                                    |
| Records et Performances - AR : Record continental (area record) - CR : Record des championnats (championship record) - MR : Record du meeting (meet record) - NR : Record national (national record) - OR : Record olympique (olympic record) - PR : Record paralympique (paralympic record) - PB : Record personnel (personal best) - SB : Meilleure performance personnelle de la saison (season's best) - WL : Meilleure performance mondiale de l'année (world leader) - WJR : Record du monde junior (world junior record) - WR : Record du monde (world record) Circonstances et Conditions - DNF : N'a pas terminé (did not finish) - DNS : N'a pas pris le départ (did not start) - DQ : Disqualification (disqualification) - NM : Aucun essai valable enregistré (No Mark) - Q : Qualifié « directement » au prochain tour (ou à la prochaine compétition), lors d'une compétition majeure, grâce au classement ou à la réalisation des minima (automatic qualifier) - q : Qualifié au prochain tour (ou à la prochaine compétition), lors d'une compétition majeure, grâce au repêchage ou à la réalisation de l'une des meilleures performances parmi celles des « non qualifiés directement » (grâce au meilleur temps ou à la meilleure distance par exemple) (secondary qualifier) |            |                              |                                 |                                  |                                       |                                     |                                     |                             |                                |                                      |

##### Concours
| # | Meeting    | Saut en longueur              | Triple saut                    | Saut en hauteur                        | Saut à la perche                | Lancer du poids              | Lancer du disque         | Lancer du javelot                 |
| 1 | Doha       | —                             | —                              | —                                      | Ekateríni Stefanídi 4,80 m (SB) | Michelle Carter 19,32 m (SB) | —                        | —                                 |
| 2 | Shanghai   | —                             | —                              | —                                      | —                               | Gong Lijiao 19,46 m (SB)     | Sandra Perković 66,94 m  | —                                 |
| 3 | Eugene     | Brittney Reese 7,01 m (WL)    | —                              | Mariya Lasitskene 2,03 m (WL,MR)       | —                               | —                            | —                        | Tatsiana Khaladovich 66,30 m (SB) |
| 4 | Rome       | —                             | Yulimar Rojas 14,84 m          | Mariya Lasitskene 2,00 m               | Ekateríni Stefanídi 4,85 m (WL) | Gong Lijiao 19,56 m (SB)     | —                        | —                                 |
| 5 | Oslo       | Tianna Bartoletta 6,79 m      | —                              | —                                      | Yarisley Silva 4,81 m (SB)      | —                            | Sandra Perković 66,79 m  | —                                 |
| 6 | Stockholm  | —                             | —                              | Mariya Lasitskene 2,00 m               | Nicole Büchler 4,65 m (SB)      | —                            | Yaime Pérez 67,92 m (SB) | —                                 |
| 7 | Paris      | —                             | —                              | —                                      | —                               | Gong Lijiao 19,14 m          | —                        | —                                 |
| 8 | Lausanne   | Ivana Španović 6,79 m         | —                              | Mariya Lasitskene 2,06 m (WL, DLR, MR) | —                               | —                            | —                        | Sara Kolak 68,43 m (WL, NR, MR)   |
| 9 | Londres    | Tianna Bartoletta 7,01 m (MR) | —                              | Mariya Lasitskene 2,00 m               | Ekateríni Stefanídi 4,81 m      | —                            | —                        | Barbora Špotáková 68,26 m (MR)    |
| 10 | Rabat      | —                             | Caterine Ibargüen 14,51 m      | —                                      | —                               | —                            | —                        | Barbora Špotáková 63,73 m         |
| 11 | Monaco     | —                             | Caterine Ibargüen 14,86 m (SB) | Mariya Lasitskene 2,05 m (MR)          | —                               | —                            | —                        | —                                 |
| 12 | Birmingham | —                             | Caterine Ibargüen 14,51 m      | —                                      | Ekateríni Stefanídi 4,75 m      | —                            | Sandra Perković 67,51 m  | —                                 |
| Records et Performances - AR : Record continental (area record) - CR : Record des championnats (championship record) - MR : Record du meeting (meet record) - NR : Record national (national record) - OR : Record olympique (olympic record) - PR : Record paralympique (paralympic record) - PB : Record personnel (personal best) - SB : Meilleure performance personnelle de la saison (season's best) - WL : Meilleure performance mondiale de l'année (world leader) - WJR : Record du monde junior (world junior record) - WR : Record du monde (world record) Circonstances et Conditions - DNF : N'a pas terminé (did not finish) - DNS : N'a pas pris le départ (did not start) - DQ : Disqualification (disqualification) - NM : Aucun essai valable enregistré (No Mark) - Q : Qualifié « directement » au prochain tour (ou à la prochaine compétition), lors d'une compétition majeure, grâce au classement ou à la réalisation des minima (automatic qualifier) - q : Qualifié au prochain tour (ou à la prochaine compétition), lors d'une compétition majeure, grâce au repêchage ou à la réalisation de l'une des meilleures performances parmi celles des « non qualifiés directement » (grâce au meilleur temps ou à la meilleure distance par exemple) (secondary qualifier) |            |                               |                                |                                        |                                 |                              |                          |                                   |

#### Classements

##### Hommes
- Classements de la phase de qualification[4] :

| Rang | Athlète           | Points |
| ---- | ----------------- | ------ |
| 1    | Andre De Grasse   | 25     |
| 2    | Ben Youssef Meité | 24     |
| 3    | Akani Simbine     | 20     |
| 4    | Chijindu Ujah     | 18     |
| 5    | Justin Gatlin     | 17     |
| 6    | Isiah Young       | 12     |
| 7    | Su Bingtian       | 11     |
| 8    | Ronnie Baker      | 10     |

| Rang | Athlète          | Points |
| ---- | ---------------- | ------ |
| 1    | Ameer Webb       | 38     |
| 2    | Andre De Grasse  | 16     |
| 3    | Ramil Guliyev    | 16     |
| 4    | Aaron Brown      | 13     |
| 5    | Fred Kerley      | 12     |
| 6    | Churandy Martina | 11     |
| 7    | Rasheed Dwyer    | 11     |
| 8    | Zharnel Hughes   | 10     |

| Rang | Athlète           | Points |
| ---- | ----------------- | ------ |
| 1    | Baboloki Thebe    | 35     |
| 2    | Vernon Norwood    | 19     |
| 3    | Steven Gardiner   | 16     |
| 3    | Tony McQuay       | 16     |
| 3    | Wayde van Niekerk | 16     |
| 6    | LaShawn Merritt   | 15     |
| 7    | Isaac Makwala     | 13     |
| 8    | Pavel Maslák      | 12     |

| Rang | Athlète            | Points |
| ---- | ------------------ | ------ |
| 1    | Nijel Amos         | 32     |
| 2    | Kipyegon Bett      | 29     |
| 3    | Adam Kszczot       | 21     |
| 4    | Donavan Brazier    | 19     |
| 5    | Ferguson Rotich    | 16     |
| 6    | Brandon McBride    | 14     |
| 7    | Robert Biwott      | 14     |
| 8    | Marcin Lewandowski | 12     |

| Rang | Athlète            | Points |
| ---- | ------------------ | ------ |
| 1    | Elijah Manangoi    | 30     |
| 2    | Timothy Cheruiyot  | 25     |
| 3    | Aman Wote          | 15     |
| 4    | Silas Kiplagat     | 15     |
| 5    | Filip Ingebrigtsen | 15     |
| 6    | Vincent Kibet      | 15     |
| 7    | Ronald Kwemoi      | 14     |
| 8    | Charles Simotwo    | 10     |

| Rang | Athlète          | Points |
| ---- | ---------------- | ------ |
| 1    | Muktar Edris     | 19     |
| 2    | Yomif Kejelcha   | 19     |
| 3    | Joshua Cheptegei | 16     |
| 4    | Ronald Kwemoi    | 15     |
| 5    | Paul Chelimo     | 9      |
| 6    | Mohamed Farah    | 8      |
| 7    | Albert Rop       | 8      |
| 8    | Selemon Barega   | 7      |

| Rang | Athlète              | Points |
| ---- | -------------------- | ------ |
| 1    | Soufiane El Bakkali  | 23     |
| 2    | Jairus Birech        | 20     |
| 3    | Amos Kirui           | 15     |
| 4    | Yemane Haileselassie | 11     |
| 5    | Evan Jager           | 8      |
| 6    | Conseslus Kipruto    | 8      |
| 7    | Andrew Bayer         | 8      |
| 8    | Stanley Kebenei      | 6      |

| Rang | Athlète            | Points |
| ---- | ------------------ | ------ |
| 1    | Sergueï Choubenkov | 29     |
| 2    | Aries Merritt      | 27     |
| 3    | Orlando Ortega     | 26     |
| 4    | Andrew Pozzi       | 15     |
| 5    | Milan Trajkovic    | 14     |
| 6    | Shane Brathwaite   | 12     |
| 7    | Devon Allen        | 11     |
| 8    | Omar McLeod        | 10     |

| Rang | Athlète            | Points |
| ---- | ------------------ | ------ |
| 1    | Yasmani Copello    | 19     |
| 2    | Rasmus Mägi        | 17     |
| 3    | Karsten Warholm    | 16     |
| 4    | Kerron Clement     | 14     |
| 5    | Bershawn Jackson   | 11     |
| 6    | L.J. van Zyl       | 10     |
| 7    | Mamadou Kassé Hann | 9      |
| 8    | Jack Green         | 8      |

| Rang | Athlète            | Points |
| ---- | ------------------ | ------ |
| 1    | Mutaz Essa Barshim | 40     |
| 2    | Robert Grabarz     | 23     |
| 3    | Andriy Protsenko   | 19     |
| 4    | Majd Eddin Ghazal  | 18     |
| 5    | Bohdan Bondarenko  | 14     |
| 6    | Donald Thomas      | 14     |
| 7    | Tihomir Ivanov     | 12     |
| 8    | Michael Mason      | 11     |

| Rang | Athlète             | Points |
| ---- | ------------------- | ------ |
| 1    | Sam Kendricks       | 32     |
| 2    | Renaud Lavillenie   | 31     |
| 3    | Shawnacy Barber     | 25     |
| 4    | Piotr Lisek         | 23     |
| 5    | Paweł Wojciechowski | 21     |
| 6    | Kévin Ménaldo       | 16     |
| 7    | Jan Kudlicka        | 12     |
| 8    | Raphael Holzdeppe   | 12     |

| Rang | Athlète                | Points |
| ---- | ---------------------- | ------ |
| 1    | Rushwal Samaai         | 26     |
| 2    | Luvo Manyonga          | 16     |
| 3    | Jarrion Lawson         | 15     |
| 4    | Michel Tornéus         | 11     |
| 5    | Emiliano Lasa          | 11     |
| 6    | Godfrey Khotso Mokoena | 9      |
| 7    | Mike Hartfield         | 8      |
| 8    | Gao Xinglong           | 7      |

| Rang | Athlète              | Points |
| ---- | -------------------- | ------ |
| 1    | Christian Taylor     | 31     |
| 2    | Will Claye           | 20     |
| 3    | Alexis Copello       | 20     |
| 4    | Pedro Pablo Pichardo | 13     |
| 5    | Dong Bin             | 11     |
| 6    | Jhon Murillo         | 9      |
| 7    | Max Hess             | 8      |
| 8    | Jean-Marc Pontvianne | 8      |

| Rang | Athlète           | Points |
| ---- | ----------------- | ------ |
| 1    | Ryan Crouser      | 31     |
| 2    | Tomas Walsh       | 22     |
| 3    | David Storl       | 13     |
| 4    | Tomáš Stanek      | 12     |
| 5    | Darrell Hill      | 12     |
| 6    | Konrad Bukowiecki | 10     |
| 7    | Joe Kovacs        | 8      |
| 8    | O'Dayne Richards  | 7      |

| Rang | Athlète           | Points |
| ---- | ----------------- | ------ |
| 1    | Daniel Ståhl      | 29     |
| 2    | Philip Milanov    | 25     |
| 3    | Fedrick Dacres    | 22     |
| 4    | Andrius Gudžius   | 15     |
| 5    | Piotr Malachowski | 12     |
| 6    | Christoph Harting | 9      |
| 7    | Robert Harting    | 8      |
| 8    | Robert Urbanek    | 8      |

| Rang | Athlète            | Points |
| ---- | ------------------ | ------ |
| 1    | Thomas Röhler      | 30     |
| 2    | Johannes Vetter    | 28     |
| 3    | Jakub Vadlejch     | 25     |
| 4    | Tero Pitkämäki     | 14     |
| 5    | Keshorn Walcott    | 10     |
| 6    | Ahmed Bader Magour | 9      |
| 7    | Julius Yego        | 7      |
| 8    | Neeraj Chopra      | 6      |

##### Femmes
- Classements de la phase de qualification[5] :

| Rang | Athlète            | Points |
| ---- | ------------------ | ------ |
| 1    | Elaine Thompson    | 40     |
| 2    | Marie-Josée Ta Lou | 34     |
| 3    | Blessing Okagbare  | 22     |
| 4    | Michelle-Lee Ahye  | 21     |
| 5    | Dafne Schippers    | 18     |
| 6    | Morolake Akinosun  | 11     |
| 7    | Murielle Ahouré    | 9      |
| 8    | Jura Levy          | 8      |

| Rang | Athlète            | Points |
| ---- | ------------------ | ------ |
| 1    | Dafne Schippers    | 28     |
| 2    | Marie-Josée Ta Lou | 24     |
| 3    | Murielle Ahouré    | 15     |
| 4    | Elaine Thompson    | 14     |
| 5    | Kyra Jefferson     | 13     |
| 6    | Simone Facey       | 11     |
| 7    | Kimberlyn Duncan   | 9      |
| 8    | Tori Bowie         | 8      |

| Rang | Athlète                | Points |
| ---- | ---------------------- | ------ |
| 1    | Novlene Williams-Mills | 34     |
| 2    | Natasha Hastings       | 25     |
| 3    | Courtney Okolo         | 23     |
| 4    | Shericka Jackson       | 17     |
| 5    | Shaunae Miller-Uibo    | 16     |
| 6    | Olha Zemlyak           | 16     |
| 7    | Allyson Felix          | 15     |
| 8    | Floria Guei            | 10     |

| Rang | Athlète            | Points |
| ---- | ------------------ | ------ |
| 1    | Francine Niyonsaba | 36     |
| 2    | Caster Semenya     | 32     |
| 3    | Margaret Wambui    | 20     |
| 4    | Melissa Bishop     | 16     |
| 5    | Lovisa Lindh       | 15     |
| 6    | Eunice Sum         | 12     |
| 7    | Charlene Lipsey    | 11     |
| 8    | Sifan Hassan       | 10     |

| Rang | Athlète           | Points |
| ---- | ----------------- | ------ |
| 1    | Angelika Cichocka | 27     |
| 2    | Winny Chebet      | 23     |
| 3    | Rababe Arafi      | 22     |
| 4    | Sifan Hassan      | 16     |
| 5    | Faith Kipyegon    | 15     |
| 6    | Gudaf Tsegay      | 15     |
| 7    | Dawit Seyaum      | 15     |
| 8    | Meraf Bahta       | 9      |

| Rang | Athlète                 | Points |
| ---- | ----------------------- | ------ |
| 1    | Hellen Obiri            | 29     |
| 2    | Margaret Chelimo        | 13     |
| 3    | Letesenbet Gidey        | 12     |
| 4    | Agnes Tirop             | 10     |
| 5    | Eilish McColgan         | 9      |
| 6    | Sifan Hassan            | 8      |
| 7    | Beatrice Chepkoech      | 7      |
| 8    | Konstanze Klosterhalfen | 7      |

| Rang | Athlète            | Points |
| ---- | ------------------ | ------ |
| 1    | Hyvin Jepkemoi     | 15     |
| 2    | Beatrice Chepkoech | 15     |
| 3    | Norah Jeruto       | 15     |
| 4    | Ruth Jebet         | 11     |
| 5    | Celliphine Chespol | 11     |
| 6    | Sofia Assefa       | 10     |
| 7    | Gesa Krause        | 10     |
| 8    | Purity Kirui       | 9      |

| Rang | Athlète           | Points |
| ---- | ----------------- | ------ |
| 1    | Sharika Nelvis    | 31     |
| 2    | Kendra Harrison   | 24     |
| 3    | Christina Manning | 21     |
| 4    | Jasmin Stowers    | 18     |
| 5    | Nia Ali           | 17     |
| 6    | Kristi Castlin    | 14     |
| 7    | Sally Pearson     | 11     |
| 8    | Pamela Dutkiewicz | 10     |

| Rang | Athlète          | Points |
| ---- | ---------------- | ------ |
| 1    | Zuzana Hejnová   | 25     |
| 2    | Eilidh Doyle     | 17     |
| 3    | Ashley Spencer   | 16     |
| 4    | Sara Petersen    | 15     |
| 5    | Janieve Russell  | 14     |
| 6    | Shamier Little   | 13     |
| 7    | Lea Sprunger     | 12     |
| 8    | Dalilah Muhammad | 11     |

| Rang | Athlète           | Points |
| ---- | ----------------- | ------ |
| 1    | Mariya Lasitskene | 48     |
| 2    | Kamila Licwinko   | 28     |
| 3    | Vashti Cunningham | 19     |
| 4    | Yuliya Levchenko  | 18     |
| 5    | Sofie Skoog       | 17     |
| 6    | Alessia Trost     | 16     |
| 7    | Erika Kinsey      | 14     |
| 8    | Morgan Lake       | 12     |

| Rang | Athlète             | Points |
| ---- | ------------------- | ------ |
| 1    | Yarisley Silva      | 34     |
| 2    | Ekateríni Stefanídi | 32     |
| 3    | Sandi Morris        | 20     |
| 4    | Lisa Ryzih          | 18     |
| 5    | Anzhelika Sidorova  | 17     |
| 6    | Nicole Büchler      | 17     |
| 7    | Holly Bradshaw      | 17     |
| 8    | Michaela Meijer     | 15     |

| Rang | Athlète            | Points |
| ---- | ------------------ | ------ |
| 1    | Tianna Bartoletta  | 29     |
| 2    | Darya Klishina     | 17     |
| 3    | Lorraine Ugen      | 16     |
| 4    | Ivana Španović     | 15     |
| 5    | Shakeelah Saunders | 9      |
| 6    | Shara Proctor      | 9      |
| 7    | Brittney Reese     | 8      |
| 8    | Claudia Salman     | 7      |

| Rang | Athlète                 | Points |
| ---- | ----------------------- | ------ |
| 1    | Caterine Ibargüen       | 31     |
| 2    | Kimberly Williams       | 24     |
| 3    | Olga Rypakova           | 20     |
| 4    | Yulimar Rojas           | 17     |
| 5    | Patricia Mamona         | 14     |
| 6    | Paraskeví Papahrístou   | 6      |
| 7    | Hanna Knyazyeva-Minenko | 5      |
| 8    | Elena Panturoiu         | 4      |

| Rang | Athlète           | Points |
| ---- | ----------------- | ------ |
| 1    | Anita Márton      | 25     |
| 2    | Lijiao Gong       | 24     |
| 3    | Yuliya Leantsiuk  | 16     |
| 4    | Aliona Dubitskaya | 15     |
| 5    | Michelle Carter   | 14     |
| 6    | Daniella Bunch    | 14     |
| 7    | Brittany Smith    | 7      |
| 8    | Ka Bian           | 5      |

| Rang | Athlète              | Points |
| ---- | -------------------- | ------ |
| 1    | Sandra Perkovic      | 31     |
| 2    | Yaime Pérez          | 25     |
| 3    | Denia Caballero      | 23     |
| 4    | Nadine Müller        | 18     |
| 5    | Mélina Robert-Michon | 13     |
| 6    | Dani Stevens         | 12     |
| 7    | Julia Harting        | 8      |
| 8    | Whitney Ashley       | 4      |

| Rang | Athlète              | Points |
| ---- | -------------------- | ------ |
| 1    | Barbora Špotáková    | 28     |
| 2    | Sara Kolak           | 21     |
| 3    | Tatsiana Khaladovich | 18     |
| 4    | Kathryn Mitchell     | 13     |
| 5    | Martina Ratej        | 13     |
| 6    | Elizabeth Gleadle    | 10     |
| 7    | Kelsey-Lee Roberts   | 9      |
| 8    | Kara Winger          | 9      |

### Finales et palmarès 2017

#### Hommes
| #  | Meeting   | 100 m                     | 200 m              | 400 m                 | 800 m                    | 1 500 m/Mile                    | 3 000/5 000 m              | 110 m haies                | 400 m haies           | 3 000 m steeple                |
| 13 | Zurich    | Chijindu Ujah 9 s 97 (SB) | -                  | Isaac Makwala 43 s 95 | -                        | Timothy Cheruiyot 3 min 33 s 93 | Mohamed Farah 13 min 6 s 5 | -                          | Kyron McMaster 48 s 7 | -                              |
| 14 | Bruxelles | -                         | Noah Lyles 20 s 00 | -                     | Nijel Amos 1 min 44 s 53 | -                               | -                          | Sergueï Choubenkov 13 s 14 | -                     | Conseslus Kipruto 8 min 4 s 73 |

| #  | Meeting   | Saut en longueur     | Triple saut              | Saut en hauteur           | Saut à la perche     | Lancer du poids           | Lancer du disque        | Lancer du javelot      |
| 13 | Zurich    | Luvo Manyonga 8,49 m | -                        | Mutaz Essa Barshim 2,36 m | Sam Kendricks 5,87 m | -                         | -                       | Jakub Vadlejch 88,50 m |
| 14 | Bruxelles | -                    | Christian Taylor 17,49 m | -                         | -                    | Darrell Hill 22,44 m (MR) | Andrius Gudžius 68,16 m | -                      |

#### Femmes
| #  | Meeting   | 100 m                   | 200 m                            | 400 m                                | 800 m                        | 1 500 m/Mile                      | 3 000/5 000 m               | 100 m haies           | 400 m haies              | 3 000 m steeple                  |
| 13 | Zurich    | -                       | Shaunae Miller-Uibo 21 s 88 (NR) | -                                    | Caster Semenya 1 min 55 s 84 | -                                 | -                           | Sally Pearson 12 s 55 | -                        | Ruth Jebet 8 min 55 s 29 (WL,MR) |
| 14 | Bruxelles | Elaine Thompson 10 s 92 | -                                | Shaunae Miller-Uibo 49 s 46 (WL, SB) | -                            | Faith Kipyegon 3 min 57 s 04 (SB) | Hellen Obiri 14 min 25 s 88 | -                     | Dalilah Muhammad 53 s 89 | -                                |

| #  | Meeting   | Saut en longueur      | Triple saut           | Saut en hauteur          | Saut à la perche           | Lancer du poids     | Lancer du disque        | Lancer du javelot         |
| 13 | Zurich    | -                     | Olga Rypakova 14,55 m | -                        | -                          | Gong Lijiao 19,60 m | -                       | Barbora Špotáková 65,54 m |
| 14 | Bruxelles | Ivana Španović 6,70 m | -                     | Mariya Lasitskene 2,02 m | Ekateríni Stefanídi 4,85 m | -                   | Sandra Perković 68,82 m | -                         |

## Légende
Records et Performances
- AR : Record continental (area record)
- CR : Record des championnats (championship record)
- MR : Record du meeting (meet record)
- NR : Record national (national record)
- OR : Record olympique (olympic record)
- PR : Record paralympique (paralympic record)
- PB : Record personnel (personal best)
- SB : Meilleure performance personnelle de la saison (season's best)
- WL : Meilleure performance mondiale de l'année (world leader)
- WJR : Record du monde junior (world junior record)
- WR : Record du monde (world record)

Circonstances et Conditions
- DNF : N'a pas terminé (did not finish)
- DNS : N'a pas pris le départ (did not start)
- DQ : Disqualification (disqualification)
- NM : Aucun essai valable enregistré (No Mark)
- Q : Qualifié « directement » au prochain tour (ou à la prochaine compétition), lors d'une compétition majeure, grâce au classement ou à la réalisation des minima (automatic qualifier)
- q : Qualifié au prochain tour (ou à la prochaine compétition), lors d'une compétition majeure, grâce au repêchage ou à la réalisation de l'une des meilleures performances parmi celles des « non qualifiés directement » (grâce au meilleur temps ou à la meilleure distance par exemple) (secondary qualifier)